# Linaclotidă
Linaclotida este un medicament laxativ utilizat în tratamentul unor tipuri de constipație. Calea de administrare disponibilă este cea orală.

## Utilizări medicale
Linaclotida este utilizată în tratamentul simptomatic al sindromului colonului iritabil cu constipație, moderat până la sever, doar la adulți. Nu se administrează la copii. În Statele Unite, medicamentul are o avertizare de tip black-box deoarece poate induce deshidratare severă la copii. În general, produce reacții adverse gastrointestinale.